# Elisabeth Moore

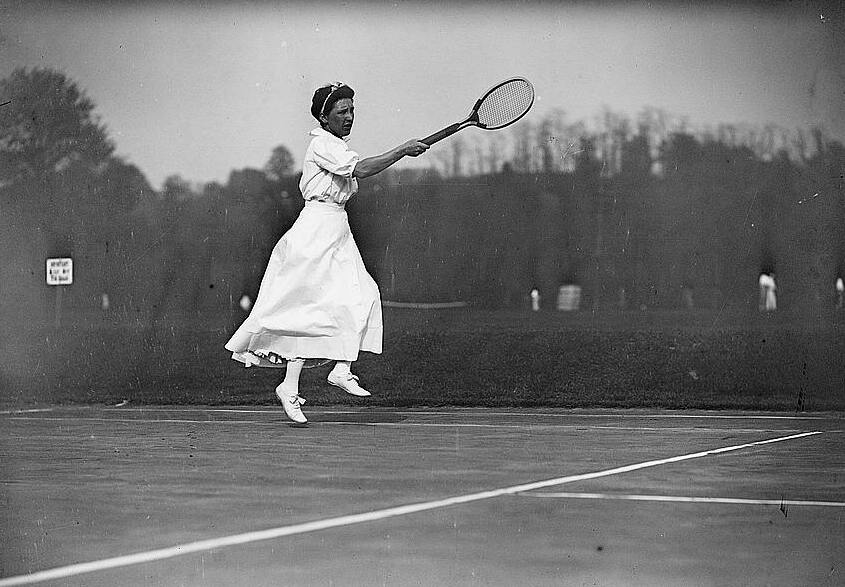
Elisabeth Moore

Elisabeth "Bessie" Holmes Moore, född 5 mars 1876, Brooklyn, New York, USA, död 22 januari 1959, var en amerikansk högerhänt tennisspelare. 
Elisabeth Moore upptogs 1971 i International Tennis Hall of Fame.

## Tenniskarriären
Elisabeth Moore vann perioden 1896-1905 singeltiteln i Amerikanska mästerskapen fyra gånger och var dessutom i final fyra gånger ytterligare. Turneringen spelades på den tiden vid Chestnut Hill på gräsbanor som ägdes av the Philadelphia Cricket Club. Sin första final (Challenge Round) spelade hon 1892 som 16-åring. Hon förlorade mötet till titelförsvararen, irländskan Mabel Cahill, som vann med 5-7 6-3 6-4 4-6 6-2. Hon blev därmed den yngsta finalisten i den turneringen, ett rekord som stod sig till 1978 då Pam Shriver nådde finalen då 4 månader yngre än Moore varit vid sin final. Nästa tillfälle att spela om titeln kom för Moore 1896 då hon var 20 år gammal. Hon spelade då final mot titelförsvararen Juliette Atkinson. Elisabeth Moore vann mötet mot Atkinson med 6-4 4-6 6-2 6-2. Moore vann singelfinalen 1901 mot det föregående årets segrare, Myrtle McAteer och 1903 finalbesegrade hon Marion Jones. Sin sista singeltitel i mästerskapen vann hon 1905 genom finalseger över Helen Homans.
Moores åtta singelfinaler i Amerikanska mästerskapen överträffades senare av Molla Mallory (10 finaler), Helen Wills Moody och Chris Evert (vardera 9 finaler).
I turneringen 1901 spelade Moore två femsetsmatcher två dagar i följd om totalt 105 game. Det amerikanska tennisförbundet (USLTA) bestämde då att damturneringen istället skulle spelas i matcher om bäst av tre set. Moore och övriga tävlande hade inte framfört klagomål rörande femsetsmatcherna och fogade sig endast motvilligt i beslutet som de upplevde som en nedlåtande handling från det manliga etablissemanget i förbundet.

## Grand Slam-titlar
- Amerikanska mästerskapen
  - Singel - 1896, 1901, 1903, 1905
  - Dubbel - 1896, 1903
  - Mixed dubbel - 1902, 1904